# Kvadratni decimeter
Kvadratni decimeter (oznaka dm²) je izpeljana enota mednarodnega sistema enot za površino. En kvadratni decimeter je ploščina kvadrata z robom en decimeter.
En kvadratni decimeter ustreza:
- 0.107639104 kvadratnih čevljev
- 15.500031 kvadratnih inčev